# József Adorján
József Adorján (* 7. März 1975 in Miercurea Ciuc) ist ein ehemaliger rumänischer Eishockeyspieler, der zuletzt beim CSM Dunărea Galați in der rumänischen Eishockeyliga unter Vertrag stand.

## Karriere

### Club
József Adorján, der zur ungarischsprachigen Minderheit der Szekler in Rumänien gehört, begann seine Karriere als Eishockeyspieler beim SC Miercurea Ciuc, den traditionsreichen Klub der Szekler in seiner Geburtsstadt, mit dem er zunächst 2000 rumänischer Landesmeister wurde und ein Jahr später auch den nationalen Pokalwettbewerb gewann. 2002 wechselte er für ein Jahr zum Hauptstadtklub Dinamo Bukarest. Anschließend wechselte er in schneller Folge die Vereine, wobei er immer wieder zu seinem Stammverein nach Miercurea Ciuc zurückkehrte, mit dem er 2004, 2007 und 2008 erneut Landesmeister und 2003 und 2007 auch Pokalsieger wurde. Auch mit Steaua Bukarest, für den er in der Spielzeit 2004/05 auf dem Eis stand, konnte er Meisterschaft und Pokalsieg feiern. Mit dem ebenfalls aus Miercurea Ciuc stammenden HC Csíkszereda konnte er 2009 die erste Austragung der multinationalen MOL Liga gewinnen. Von 2009 bis 2012 spielte er drei Jahre für den ASC Corona 2010 Brașov vorwiegend in der MOL Liga, ehe er erneut zu seinem Stammverein, der als HSC Csíkszereda nun den ungarischen Namen seiner Heimatstadt angenommen hatte, wechselte. Mit diesem konnte er 2013 noch einmal rumänischer Meister und 2014 Pokalsieger werden. Zu Beginn  der Saison 2014/15 spielte er für den CSM Dunărea Galați in der rumänischen Eishockeyliga, ehe er seine Karriere beendete.

### International
Adorján war bereits im Juniorenbereich für Rumänien bei internationalen Turnieren aktiv. Er spielte bei den U18-B-Europameisterschaften 1991, 1992 und 1993, als er zum besten Verteidiger des Turniers gewählt wurde, sowie bei den U20-B-Weltmeisterschaften 1993 und 1994 und der U20-C1-Weltmeisterschaft 1995.
Sein Debüt in der Herren-Nationalmannschaft gab er bei der C-Weltmeisterschaft 2000. Nach der Umstellung auf das heutige Divisionensystem spielte Adorján 2001, 2008, 2010 und 2011 in der Division II. In der Division I trat er mit Rumänien 2002 und 2003 an. Zudem spielte er für Rumänien im November 2004 bei der Qualifikation für die Olympischen Winterspiele in Turin 2006.

## Erfolge
- 1993 Bester Verteidiger bei der U18-B-Europameisterschaft
- 2000 Rumänischer Meister mit dem SC Miercurea Ciuc
- 2001 Aufstieg in die Division I bei der Weltmeisterschaft der Division II, Gruppe B
- 2001 Rumänischer Pokalsieger mit dem SC Miercurea Ciuc
- 2003 Rumänischer Pokalsieger mit dem SC Miercurea Ciuc
- 2004 Rumänischer Meister mit dem SC Miercurea Ciuc
- 2005 Rumänischer Meister und Rumänischer Pokalsieger mit Steaua Bukarest
- 2007 Rumänischer Meister und Rumänischer Pokalsieger mit dem SC Miercurea Ciuc
- 2008 Rumänischer Meister mit dem SC Miercurea Ciuc
- 2008 Aufstieg in die Division I bei der Weltmeisterschaft der Division II, Gruppe A
- 2009 Gewinn der MOL Liga mit dem HC Csíkszereda
- 2011 Aufstieg in die Division I bei der Weltmeisterschaft der Division II, Gruppe B
- 2013 Rumänischer Meister mit dem HSC Csíkszereda
- 2013 Bester Stürmer bei der U20-Weltmeisterschaft der Division II, Gruppe A
- 2014 Rumänischer Pokalsieger mit dem HSC Csíkszereda

## MOL-Liga-Statistik
(Stand: Ende der Saison 2013/14)